# Боровньов Роман Валентинович
Рома́н Валенти́нович Боровньо́в — підполковник Збройних сил України.

## Життєпис
Жив Роман поряд з військовою частиною, куди його іноді відводили знайомі, тож коли довелось обирати професію, не вагався та вступив до Інституту ракетних військ.
В АТО від самого початку. Зголосився їхати одразу як кадровий воєнний. Починав зі звукометричної розвідки, потім командував батареєю протитанкового дивізіону 44-ї артбригади.
У листопаді 2014 року з Новомосковська перекинули у Вуглегірськ, де бої йшли майже щодня.
З 28 по 31 січня 2015 року був оточений у школі-інтернаті та був готовий підірвати склади з трьома тисячами снарядів разом із собою і своїми бійцями. Вийшли з оточення боями разом з бійцями батальйону «Світязь», а потім здійснили 15-кілометровий марш до своїх.
Після боїв за Вуглегірськ була спроба отримати майора, але довго не витримав паперової роботи в кабінеті в тилу 44-ї бригади, куди його перевели. Подав рапорт щодо повернення в АТО до «своїх пацанів», який згодом задовольнили.
|                                               | \| Я польовий офіцер, кабінетна робота — не моє. \| |
| Я польовий офіцер, кабінетна робота — не моє. |                                                     |

## Нагороди
- За особисту мужність і високий професіоналізм, виявлені у захисті державного суверенітету та територіальної цілісності України, вірність військовій присязі нагороджений орденом «За мужність» III ступеня (6.1.2016).[1];
- медаль від громадської організації «Спілка бійців та волонтерів АТО»;
- нагрудний знак «Почесна відзнака» 44-ї бригади.